# Dolce amore
Dolce amore è una serial televisivo filippino trasmesso su ABS-CBN dal 15 febbraio al 26 agosto 2016. La serie è ambientata in Italia e nelle Filippine.

## Trama
Serena è una giovane e bella ragazza filippina che era stata adottata da una ricca famiglia italiana quando era ancora neonata. Quando scopre di essere coinvolta in un matrimonio combinato, scappa con il suo migliore amico Gian Carlo verso le Filippine, un paese da cui era stata affascinata fin dall'infanzia grazie alle storie sentite dalla sua tata filippina, e poi anche dai racconti del suo amico di penna filippino. Quando arriva nelle Filippine, Serena incontra l'amico di penna Tenten, un povero ragazzo di Manila anche lui adottato e costretto ad accettare lavori non convenzionali per aiutare economicamente la sua famiglia, e se ne innamora. Serena è parte di una famiglia italiana molto importante e la madre non può permettere che nasca una relazione con un povero come Tenten, perché rovinerebbe la loro immagine, così inizia a escogitare piani per creare una frattura fra loro.

## Personaggi

### Personaggi principali
- Serena Marchesa Ibarra / Monica Urtola, interpretata da Liza Soberano e Hannah Lopez Vito (da giovane)
- Simon Vicente "Tenten" Ibarra, interpretato da Enrique Gil e Marc Santiago (da giovane)

### Personaggi secondari
- Gian Carlo De Luca, interpretato da Matteo Guidicelli
- Luciana Marchesa, interpretata da Cherie Gil
- Alice Urtola, interpretata da Sunshine Cruz
- Ruben "Dodoy" Ibarra, interpretato da Edgar Mortiz
- Pilita "Taps" Ibarra, interpretata da Rio Locsin
- Binggoy Ibarra, interpretato da Kean Cipriano
- Roberto Marchesa, interpretato da Ruben Maria Soriquez
- Eugene "Uge" Urtola, interpretato da Andrew E.
- Angela "Angel" Urtola, interpretata da Sue Ramirez
- River Cruz, interpretato da Joseph Marco

### Altri personaggi
- Sarah G., interpretata da Hanna Ledesma
- Yaya Melds, interpretata da Frenchie Dy
- Jeijei, interpretato da Jeffrey Tam
- Marky, interpretato da Eslove Briones
- Señor Silvio De Luca, interpretato da Matteo Tosi
- Señor Mossman, interpretato da Laurence Mossman
- Cardo, interpretato da Rommel Padilla
- Franco, interpretato da Robert Villar
- Claudia Buenaventura, interpretata da Francine Prieto
- Mark, interpretato da James Lobo
- Adelina, interpretata da Ana Feleo
- Roger, interpretato da Boom Labrusca
- Leo, interpretato da Earl Ignacio
- Lola B, interpretata da Vangie Labalan
- Lolo Fio, interpretato da Miguel Faustman
- Lapid, interpretato da Eric Nicolas
- Lota, interpretata da Bituin Escalante
- Buboy, interpretato da Hyubs Azarcon
- Glenda, interpretata da Gilette Sandico
- Favio De Luca, interpretato da Alvin Anson
- Vivian Dubois, interpretata da Tetchie Agbayani

## Episodi
| Stagione         | Episodi | Prima TV Filippine | Prima TV Italia |
| ---------------- | ------- | ------------------ | --------------- |
| Prima stagione   | 53      | 2016               |                 |
| Seconda stagione | 53      | 2016               |                 |
| Terza stagione   | 31      | 2016               |                 |

| Nº  | Titolo originale          | Prima TV Filippine |
| --- | ------------------------- | ------------------ |
| 1   | Sweet Beginning           | 15 febbraio 2016   |
| 2   | Pen Pal                   | 16 febbraio 2016   |
| 3   | Wishes                    | 17 febbraio 2016   |
| 4   | Hope                      | 18 febbraio 2016   |
| 5   | Engagement                | 19 febbraio 2016   |
| 6   | All The Way               | 22 febbraio 2016   |
| 7   | Forgive                   | 23 febbraio 2016   |
| 8   | Chase                     | 24 febbraio 2016   |
| 9   | Memory                    | 25 febbraio 2016   |
| 10  | Bonding                   | 26 febbraio 2016   |
| 11  | Party                     | 29 febbraio 2016   |
| 12  | Flashback                 | 1º marzo 2016      |
| 13  | EyeBall                   | 2 marzo 2016       |
| 14  | Surprise                  | 3 marzo 2016       |
| 15  | Discoveries               | 4 marzo 2016       |
| 16  | Bohol                     | 7 marzo 2016       |
| 17  | Firsts                    | 8 marzo 2016       |
| 18  | Feelings                  | 9 marzo 2016       |
| 19  | Falling for You           | 10 marzo 2016      |
| 20  | PuSo                      | 11 marzo 2016      |
| 21  | THIS                      | 14 marzo 2016      |
| 22  | DreamGirl                 | 15 marzo 2016      |
| 23  | Meet The Ibarras          | 16 marzo 2016      |
| 24  | Yun Na                    | 17 marzo 2016      |
| 25  | Date                      | 18 marzo 2016      |
| 26  | Reality                   | 21 marzo 2016      |
| 27  | Basag Trip                | 22 marzo 2016      |
| 28  | Emo                       | 23 marzo 2016      |
| 29  | Iba Na                    | 28 marzo 2016      |
| 30  | Set Up                    | 29 marzo 2016      |
| 31  | Hopia No More             | 30 marzo 2016      |
| 32  | Ouch                      | 31 marzo 2016      |
| 33  | Double Date               | 1º aprile 2016     |
| 34  | Pampanga                  | 4 aprile 2016      |
| 35  | Love Symptoms             | 5 aprile 2016      |
| 36  | Pagputok                  | 6 aprile 2016      |
| 37  | Moment of Truth           | 7 aprile 2016      |
| 38  | Say It                    | 8 aprile 2016      |
| 39  | The Marchesas             | 11 aprile 2016     |
| 40  | The Invitation            | 12 aprile 2016     |
| 41  | The Big Event             | 13 aprile 2016     |
| 42  | I Love You                | 14 aprile 2016     |
| 43  | Mamma Mia                 | 15 aprile 2016     |
| 44  | Challenge                 | 18 aprile 2016     |
| 45  | Luciana and Dodoy         | 19 aprile 2016     |
| 46  | Kapit                     | 20 aprile 2016     |
| 47  | Desperado                 | 21 aprile 2016     |
| 48  | The Big Moves             | 22 aprile 2016     |
| 49  | Maling Akala              | 25 aprile 2016     |
| 50  | Connection                | 26 aprile 2016     |
| 51  | Ciao Italia               | 27 aprile 2016     |
| 52  | Begin Again               | 28 aprile 2016     |
| 53  | Venezia                   | 29 aprile 2016     |
| 54  | Reality Bites             | 2 maggio 2016      |
| 55  | Search                    | 3 maggio 2016      |
| 56  | Coming Home               | 4 maggio 2016      |
| 57  | Salubong                  | 5 maggio 2016      |
| 58  | The Song                  | 6 maggio 2016      |
| 59  | One Call Away             | 10 maggio 2016     |
| 60  | Meant To Be               | 11 maggio 2016     |
| 61  | Forgotten                 | 12 maggio 2016     |
| 62  | It's All Coming Back      | 13 maggio 2016     |
| 63  | Family Feud               | 16 maggio 2016     |
| 64  | Bawi                      | 17 maggio 2016     |
| 65  | White Lies                | 18 maggio 2016     |
| 66  | The Plan                  | 19 maggio 2016     |
| 67  | FirefLIEs                 | 20 maggio 2016     |
| 68  | Stolen Memory             | 23 maggio 2016     |
| 69  | Tuko                      | 24 maggio 2016     |
| 70  | Memory Spark              | 25 maggio 2016     |
| 71  | Panaginip                 | 26 maggio 2016     |
| 72  | Sa Totoo Lang             | 27 maggio 2016     |
| 73  | Scar                      | 30 maggio 2016     |
| 74  | The Farm                  | 31 maggio 2016     |
| 75  | Bistado                   | 31 maggio 2016     |
| 76  | This Is It                | 1º giugno 2016     |
| 77  | All Out                   | 2 giugno 2016      |
| 78  | Face The Fear             | 3 giugno 2016      |
| 79  | Search For Answers        | 6 giugno 2016      |
| 80  | Dreaming Of You           | 7 giugno 2016      |
| 81  | Close To You              | 8 giugno 2016      |
| 82  | TLC                       | 9 giugno 2016      |
| 83  | Win Back The Love         | 10 giugno 2016     |
| 84  | Ganda Problems            | 13 giugno 2016     |
| 85  | Battle Of The Exes        | 14 giugno 2016     |
| 86  | The Race                  | 15 giugno 2016     |
| 87  | Manibugho                 | 16 giugno 2016     |
| 88  | Urong Sulong              | 17 giugno 2016     |
| 89  | Strategy                  | 20 giugno 2016     |
| 90  | If Only                   | 21 giugno 2016     |
| 91  | Kaba Feels                | 22 giugno 2016     |
| 92  | HHWW                      | 23 giugno 2016     |
| 93  | The Decision              | 24 giugno 2016     |
| 94  | Just Say Yes              | 27 giugno 2016     |
| 95  | Fight For It              | 28 giugno 2016     |
| 96  | Target                    | 29 giugno 2016     |
| 97  | Warning                   | 1º luglio 2016     |
| 98  | Gut Feeling               | 4 luglio 2016      |
| 99  | Sacrifice                 | 5 luglio 2016      |
| 100 | Bye Binggoy               | 6 luglio 2016      |
| 101 | Blackmail                 | 7 luglio 2016      |
| 102 | Ultimatum                 | 8 luglio 2016      |
| 103 | Wedding Prep              | 11 luglio 2016     |
| 104 | Dilemma                   | 12 luglio 2016     |
| 105 | Wedding Day               | 13 luglio 2016     |
| 106 | Change Is Coming          | 14 luglio 2016     |
| 107 | Forever Is Not Enough     | 15 luglio 2016     |
| 108 | Changed Man               | 18 luglio 2016     |
| 109 | Pusong Bato               | 19 luglio 2016     |
| 110 | Arrival                   | 20 luglio 2016     |
| 111 | Power Play                | 21 luglio 2016     |
| 112 | Fighting Spirit           | 22 luglio 2016     |
| 113 | Patigasan                 | 25 luglio 2016     |
| 114 | Aminan                    | 26 luglio 2016     |
| 115 | Connivance                | 27 luglio 2016     |
| 116 | Lost And Found            | 28 luglio 2016     |
| 117 | Sabotage                  | 29 luglio 2016     |
| 118 | The Game Plan             | 1º agosto 2016     |
| 119 | Ex Deal                   | 2 agosto 2016      |
| 120 | Payback                   | 3 agosto 2016      |
| 121 | True Feelings             | 4 agosto 2016      |
| 122 | Paranoid                  | 5 agosto 2016      |
| 123 | Operation 1010            | 8 agosto 2016      |
| 124 | Sabwatan                  | 9 agosto 2016      |
| 125 | Parents Trap              | 10 agosto 2016     |
| 126 | Pa-fall                   | 11 agosto 2016     |
| 127 | Family Day                | 12 agosto 2016     |
| 128 | Truth                     | 15 agosto 2016     |
| 129 | Hot Seat                  | 16 agosto 2016     |
| 130 | Busted                    | 17 agosto 2016     |
| 131 | Lure                      | 18 agosto 2016     |
| 132 | At Last                   | 19 agosto 2016     |
| 133 | The Big Surprise          | 22 agosto 2016     |
| 134 | Expose                    | 23 agosto 2016     |
| 135 | Secret No More            | 24 agosto 2016     |
| 136 | May Forever Ba Talaga     | 25 agosto 2016     |
| 137 | The Most Beautiful Finale | 26 agosto 2016     |

## Riconoscimenti
| Anno | Premio                          | Categoria                                      | Ricevente         | Risultato       |
| ---- | ------------------------------- | ---------------------------------------------- | ----------------- | --------------- |
| 2016 | Parangal Paulinian              | Dramang Pantelebisyon                          | Dolce amore       | Vincitore/trice |
| 2016 | EdukCircle Awards               | Attrice drammatica dell'anno                   | Liza Soberano     | Candidato/a     |
| 2016 | EdukCircle Awards               | Attore drammatico dell'anno                    | Enrique Gil       | Candidato/a     |
| 2016 | ALTA Media Icon Awards          | Più influente personaggio televisivo femminile | Liza Soberano     | Vincitore/trice |
| 2016 | PMPC Star Awards for Television | Miglior serie drammatica in prima serata       | Dolce amore       | Candidato/a     |
| 2016 | PMPC Star Awards for Television | Miglior attore drammatico                      | Enrique Gil       | Candidato/a     |
| 2016 | PMPC Star Awards for Television | Miglior attrice drammatica                     | Liza Soberano     | Candidato/a     |
| 2016 | PMPC Star Awards for Television | Miglior attrice non protagonista               | Cherie Gil        | Candidato/a     |
| 2016 | PMPC Star Awards for Television | Miglior attrice non protagonista               | Sunshine Cruz     | Candidato/a     |
| 2016 | PMPC Star Awards for Television | Miglior attore non protagonista                | Matteo Guidicelli | Candidato/a     |

## Distribuzioni internazionali
| Paese      | Canale/i                    | Prima TV assoluta            | Titolo                                          |
| ---------- | --------------------------- | ---------------------------- | ----------------------------------------------- |
| Filippine  | ABS-CBN                     | 15 febbraio - 26 agosto 2016 | Dolce amore                                     |
| Filippine  | Kapamilya Channel           | 3 maggio 2021 - in corso     | Dolce amore                                     |
| Filippine  | A2Z                         | 3 maggio 2021 - in corso     | Dolce amore                                     |
| Kazakistan | 31 Kanal                    | 8 agosto 2016 - conclusa     | Бақытты болғым келеді (Io voglio essere felice) |
| Africa     | StarTimes Novela E1         | 5 novembre 2016 - conclusa   | Sweet Love (Dolce amore)                        |
| Malaysia   | Astro Prima e Astro Maya HD | settembre - dicembre 2017    | Dolce amore                                     |